# Ester Edström
Ester Maria Edström (Västerås, 5 de setembre de 1892 – Estocolm, 30 de juny de 1945) va ser una saltadora sueca que va competir a començaments del segle xx.
El 1912 disputà la prova de palanca de 10 metres del programa de salts, on quedà eliminada en la primera ronda.